# 様似町
様似町（さまにちょう）は、北海道の日高振興局管内にある町。1952年（昭和27年）に町制施行。様似郡に属する。全域がアポイ岳ジオパークとして、国際連合教育科学文化機関（ユネスコ）の世界ジオパークに認定されている。
町名のサマニはアイヌ語起源で、サムンニ（倒れ木）、サンマウニ（寄り木）、エサマンペッ（カワウソの川）、シャンマニ（高山のあるところ）、シャマニ（横木）、女性の名前など、諸説ある。

## 地理
日高振興局南部に位置し、北部から連なる日高山脈一帯、アポイ岳や幌満湖、幌満ゴヨウマツ自生地の周辺は日高山脈襟裳十勝国立公園に指定されている。町の南部では山脈が太平洋に迫り、特に冬島幌満間の日高耶馬渓（ひだかやばけい）は奇勝・険路で知られ、江戸時代にシャマニ山道が開削されている。日高耶馬渓を含む沿岸域も日高山脈襟裳十勝国立公園に指定されている。
- 山：アポイ岳 (810m)、ピンネシリ (958m)、ピロロ岳 (1269m)
- 河川：様似川、幌満川
- 湖沼：幌満湖（人工湖）
- 岬：エンルム岬

### 隣接している自治体
- 日高振興局
  - 浦河郡：浦河町
  - 幌泉郡：えりも町
- 十勝総合振興局
  - 広尾郡：広尾町

## 沿革
江戸時代（1600年ごろ）に砂金採取のために和人が多数移り住むようになった。
- 1802年（享和2年）：蝦夷奉公の管下となる（これが様似町の開基）。
- 1880年（明治13年）：戸長役場が設置される。
- 1906年（明治39年）：様似郡様似村、鵜苫村、冬島村（ふゆしま）、幌満村（ほろまん）、岡田村、二七村（になな）、誓内村（ちかない）、平鵜村（ひらう）が合併、二級町村制、様似郡様似村が発足。
- 1941年（昭和16年）：当時の村内の地名が以下のように再編される。
  - （大字）様似村 → 東様似、西様似に分割
  - 二七 → 田代に改称
  - 岡田、二七の各一部から新富が成立
  - 誓内 → 旭、大泉に分割
  - 平鵜 → 平宇に改称
- 1952年（昭和27年）：町制施行、様似町となる。
- 1961年（昭和36年）：東様似が、西町、潮見台、港町、本町、会所町、栄町、大通、錦町、緑町、朝日丘の各町に再編。
- 2002年（平成14年）8月26日 - 9月3日：第4回国際レルゾライト会議が開催される。日本国内では初開催。
- 2008年（平成20年）12月8日：日本ジオパークとしてアポイ岳ジオパークが認定される[5]。
- 2013年（平成25年）4月13日：アポイ岳ジオパークビジターセンターが開館[6]。
- 2015年（平成27年）9月19日：アポイ岳ジオパークが世界ジオパークとして認定される[7]。

## 行政
- 町長：荒木輝明

### 歴代首長
| 代                         | 氏名             | 就任日                     | 備考             |                  |
| 様似村長（官選）           | 様似村長（官選） | 様似村長（官選）           | 様似村長（官選） | 様似村長（官選） |
| -------------------------- | ---------------- | -------------------------- | ---------------- | ---------------- |
| 初                         | 小荒井澄         | 1906年（明治39年）4月1日   |                  |                  |
| 2                          | 菊地快夫         | 1906年（明治39年）6月1日   |                  |                  |
| 3                          | 諏訪和一郎       | 1910年（明治43年）4月1日   |                  |                  |
| 4                          | 石黒茂治         | 1913年（大正2年）2月4日    |                  |                  |
| 5                          | 加藤左平         | 1915年（大正4年）2月19日   |                  |                  |
| 6                          | 吉田慶太郎       | 1920年（大正9年）9月14日   |                  |                  |
| 7                          | 北沢静           | 1922年（大正11年）7月8日   |                  |                  |
| 8                          | 高木勉           | 1922年（大正11年）11月23日 |                  |                  |
| 9                          | 十倉十六美       | 1925年（大正14年）4月24日  |                  |                  |
| 10                         | 高橋熊二郎       | 1927年（昭和2年）4月25日   |                  |                  |
| 11                         | 近藤義郎         | 1929年（昭和4年）8月24日   |                  |                  |
| 12                         | 鈴木菊造         | 1930年（昭和5年）4月19日   |                  |                  |
| 13                         | 大石晃弘         | 1934年（昭和9年）7月6日    |                  |                  |
| 14                         | 小林潤           | 1939年（昭和14年）2月21日  |                  |                  |
| 15                         | 占部久重         | 1940年（昭和15年）1月12日  |                  |                  |
| 様似村長・様似町長（公選） |                  |                            |                  |                  |
| 16                         | 留目四郎         | 1947年（昭和22年）4月10日  | 5期              |                  |
| 17                         | 高瀬正次         | 1967年（昭和42年）5月1日   | 3期              |                  |
| 18                         | 岩谷勝美         | 1976年（昭和51年）12月19日 | 3期              |                  |
| 19                         | 谷﨑敏夫         | 1988年（昭和63年）12月19日 | 3期              |                  |
| 20                         | 橋爪正利         | 2000年（平成12年）12月19日 | 2期              |                  |
| 21                         | 坂下一幸         | 2005年（平成17年）10月11日 | 4期              |                  |

## 姉妹都市・提携都市

### 国内
姉妹都市
- 野田村（岩手県九戸郡）
- 南区（新潟県新潟市）
  - 1995年（平成7年）10月22日に当時の味方村と姉妹都市締結。「北海道大凧まつり」「白根大凧合戦」と、共に凧の祭りが行われているという縁から1991年(平成3年)に交流を開始していた。編入合併後も交流事業が継続されている。

## 経済
漁業が盛んな町であり、漁業基盤となる4つの漁港（鵜苫、様似、冬島、旭）と2つの漁協支所（日高中央漁業協同組合様似支所、えりも漁業協同組合冬島支所）を有し、前浜を流れる暖流（津軽海流）と寒流（千島海流）の影響を受け、多種多様な魚種が生息する漁場が形成され、古くから「水産業の町」として栄えてきた。サケ・マス、タラなどの他にタコやウニ、ツブ貝や昆布など多彩な海産物が獲れる。定置網漁業で漁獲される天然秋鮭の一部は銀聖と呼ばれ日高振興局管内でブランド化されている。サケ・マスの漁獲量は全国9位、日高振興局管内1位である。昆布(ミツイシコンブ、通称：日高昆布)も全国屈指の産地であり1,876トンの漁獲量は全国6位となっている(2018)。
この他に畑作、稲作、酪農、畜産、馬産などもおこなわれている。隣の浦河町とともに夏イチゴ(すずあかね)の生産に力をいれている。新規就農者も多く、涼しい気候を生かし全国有数の出荷量を達成している。

### 立地企業
- 東邦オリビン工業株式会社 日高事業所
- 新日本電工株式会社 日高工場
  - 幌満川第二発電所

### 金融機関
- 日高信用金庫様似支店
- 北海道信用農業協同組合連合会ひだか東代理店様似事業所

### 農協・漁協

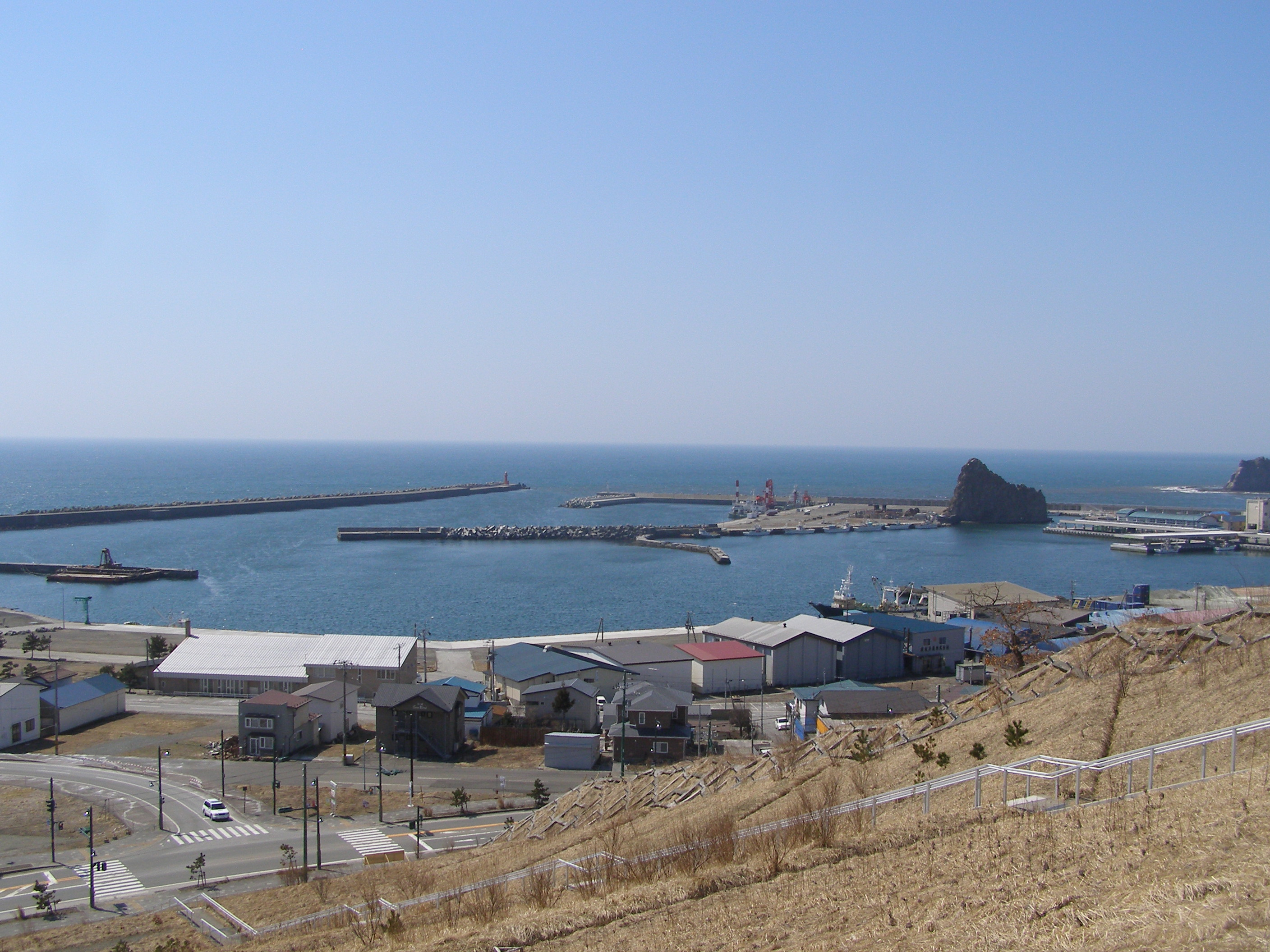
様似漁港

- ひだか東農業協同組合（JAひだか東）様似事業所...信用事業なし
- 日高中央漁業協同組合様似支所
- えりも漁業協同組合冬島支所

### 郵便局
- 様似郵便局（集配局）
- 幌満郵便局

### 宅配便
- ヤマト運輸：千歳主管支店浦河・様似センター（浦河町）
- 佐川急便：静内営業所（新ひだか町）

## 公共機関

### 警察
- 浦河警察署様似駐在所

### 消防
日高東部消防組合様似支署

## 地域

### 人口
| |                                        |  |
| 様似町と全国の年齢別人口分布（2005年） | 様似町の年齢・男女別人口分布（2005年） |  |
| ■紫色 ― 様似町 ■緑色 ― 日本全国 | ■青色 ― 男性 ■赤色 ― 女性              |  |
| 様似町（に相当する地域）の人口の推移 \| 1970年（昭和45年） \| 8,834人 \| \| \| 1975年（昭和50年） \| 8,293人 \| \| \| 1980年（昭和55年） \| 7,986人 \| \| \| 1985年（昭和60年） \| 7,745人 \| \| \| 1990年（平成2年） \| 7,159人 \| \| \| 1995年（平成7年） \| 6,686人 \| \| \| 2000年（平成12年） \| 6,210人 \| \| \| 2005年（平成17年） \| 5,711人 \| \| \| 2010年（平成22年） \| 5,114人 \| \| \| 2015年（平成27年） \| 4,518人 \| \| \| 2020年（令和2年） \| 4,043人 \| \| |                                        |  |
| 総務省統計局 国勢調査より |                                        |  |
| 1970年（昭和45年） | 8,834人                                |  |
| 1975年（昭和50年） | 8,293人                                |  |
| 1980年（昭和55年） | 7,986人                                |  |
| 1985年（昭和60年） | 7,745人                                |  |
| 1990年（平成2年） | 7,159人                                |  |
| 1995年（平成7年） | 6,686人                                |  |
| 2000年（平成12年） | 6,210人                                |  |
| 2005年（平成17年） | 5,711人                                |  |
| 2010年（平成22年） | 5,114人                                |  |
| 2015年（平成27年） | 4,518人                                |  |
| 2020年（令和2年） | 4,043人                                |  |

### 消滅集落
2015年国勢調査によれば、以下の集落は調査時点で人口0人の消滅集落となっている。
- 様似町 - 字大泉

### 教育
- 高等学校
  - 道立高等学校
    - 北海道様似高等学校（2014年閉校）

- 中学校
  - 様似町立様似中学校
- 小学校
  - 様似町立様似小学校

## 交通

### 鉄道
- 町内に鉄道路線は通っていない。

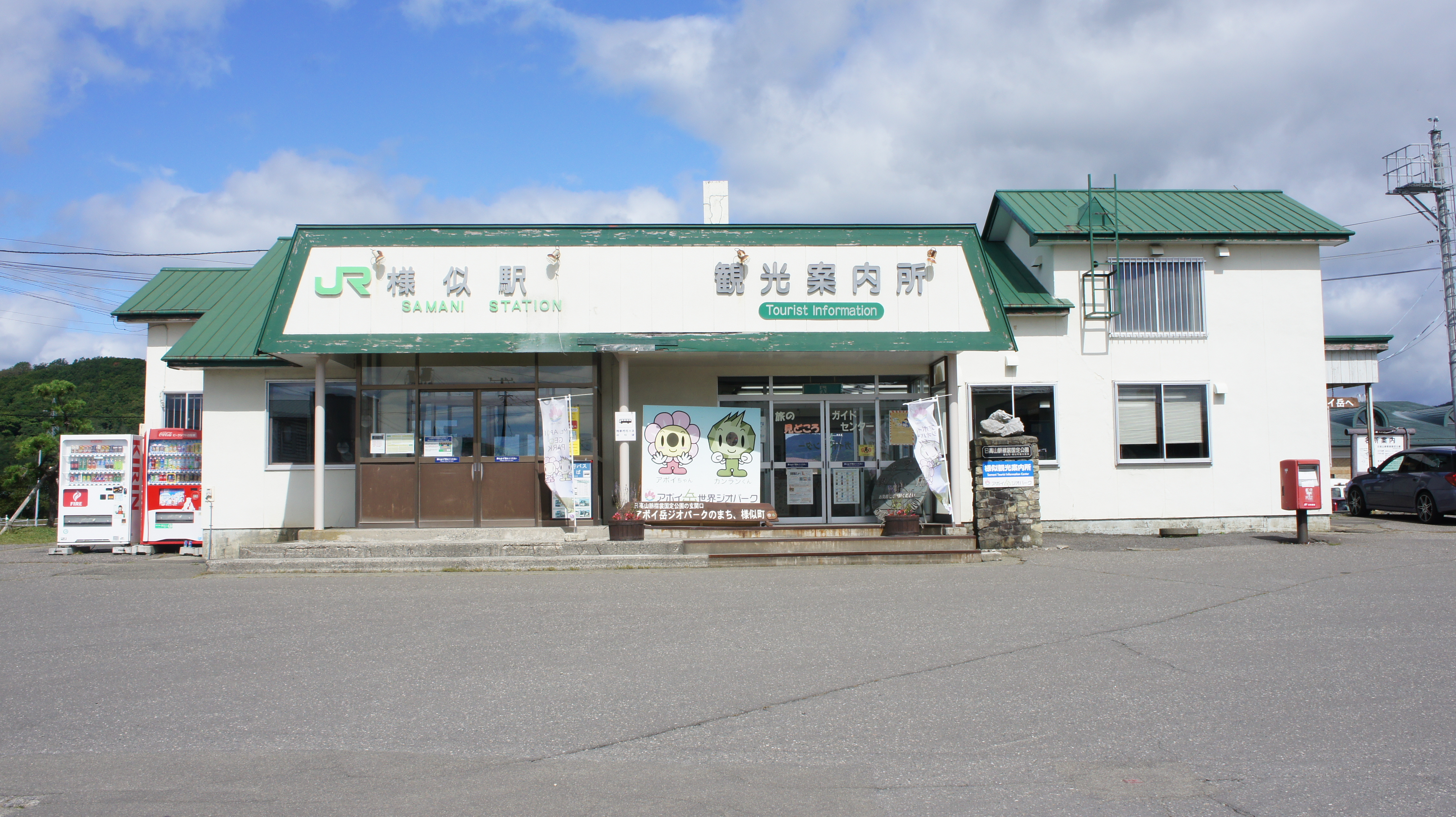
様似駅

  - 2021年（令和3年）3月31日までは、北海道旅客鉄道（JR北海道）の日高本線（鵜苫駅 - 西様似駅 - 様似駅）が営業していた[12][13]。

### バス
2021年（令和3年）4月1日のJR日高本線鵡川駅以南廃止に伴い、運行系統の調整等が行われた。
- ジェイ・アール北海道バス - 町内に様似営業所を設置[15]。日勝線を参照。
  - えりも町・広尾町方面
  - 浦河町・新ひだか町方面
  - 苫小牧市方面「特急とまも号」
  - 札幌市方面「高速えりも号」

### タクシー
- 日交ハイヤー様似営業所

### 道路
- 一般国道
  - 国道336号
- 都道府県道
  - 北海道道233号新富様似停車場線
  - 北海道道389号様似港線

## 名所・旧跡・観光スポット・祭事・催事

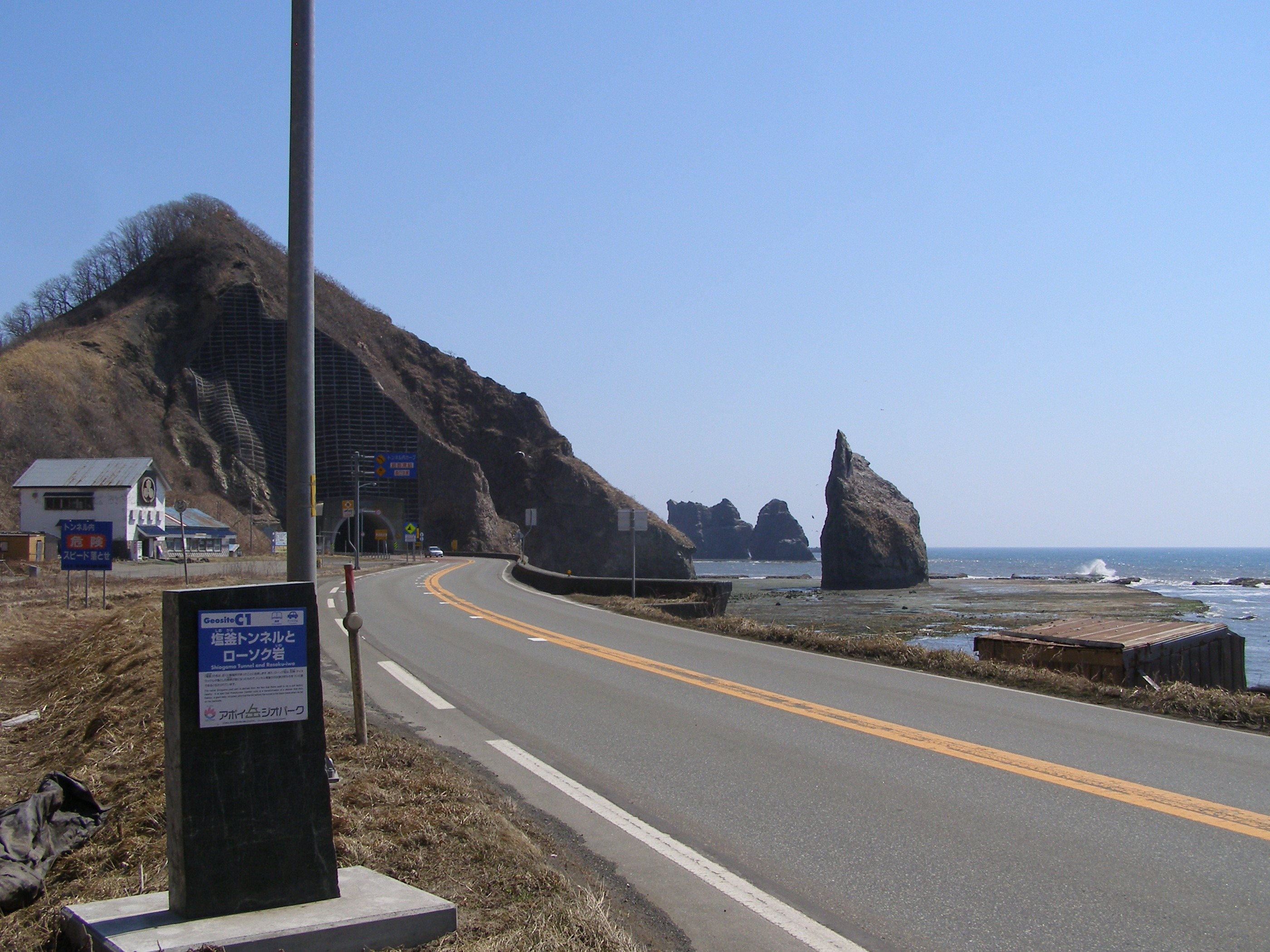
塩釜ローソク岩と塩釜トンネル

### 文化財

#### 重要文化財（美術工芸品）
- 蝦夷三官寺等澍院関係資料（「澍」はさんずいに樹の旁） - 様似郷土館保管

#### 重要無形民俗文化財
- アイヌ古式舞踊 - 様似民族文化保存会

#### 天然記念物
- アポイ岳高山植物群落 - 特別天然記念物
- 幌満ゴヨウマツ自生地

#### 町指定文化財
- 等澍院護摩堂
- 和助地蔵尊
- 弁財天像 - 等澍院蔵
- 薬師如来三尊仏像 - 等澍院蔵
- 聖観世音菩薩像 - 等澍院蔵
- 南無仏太子像 - 智教寺蔵
- 等澍院古文書 - 等澍院蔵
- 様似山道

### 観光
- アポイ岳ジオパーク（ユネスコ世界ジオパーク）
- アポイ岳高山植物群落（特別天然記念物）
- エンルム岬
- 親子岩
- 親子岩ふれあいビーチキャンプ場
- アポイ山麓ファミリーパークキャンプ場
- 塩釜ローソク岩

### 特産品
- 尻餅 (菓子)

## 出身・ゆかりの人物
- 函館大経（日本のホースマンの始祖）
- 岡潤一郎（元JRA騎手）
- 松田国英（JRA調教師）
- 岡野知十（俳人）
- 萩中美枝（知里真志保夫人、アイヌ文学研究者）
- 桑田二郎（漫画家）幼少期を様似で過ごした。
- 熊谷カネ（アイヌ文化伝承者）　2022年、アイヌ民族文化財団よりアイヌ文化賞を受賞[16]。
- 近藤健（エッセイスト）